# NK Vihor Baška
NK Vihor je nogometni klub iz Baške na otoku Krku.
U sezoni 2020./21. se natječe u MŽNL NS Rijeka.